# Извоареле (Вранча)
Извоареле (рум. Izvoarele) насеље је у Румунији у округу Вранча у општини Корбица. Oпштина се налази на надморској висини од 254 m.

## Становништво
Према подацима из 2002. године у насељу је живело 109 становника, од којих су сви румунске националности.